# Великогайский
Великогайский — поселок в Климовском районе Брянской области в составе Сытобудского сельского поселения.

## География
Находится в юго-западной части Брянской области на расстоянии приблизительно 8 км на север-северо-восток по прямой от районного центра поселка Климово.

## История
Известен с 1920-х годов; имел также второе название — Новая Жизнь.

## Население
Численность населения: 89 человек (1926 год), 18 (русские 100 %) в 2002 году, 13 в 2010.